# Homoneura aequata
Homoneura aequata är en tvåvingeart som först beskrevs av Walker 1856.  Homoneura aequata ingår i släktet Homoneura och familjen lövflugor. Inga underarter finns listade i Catalogue of Life.